# Zinkpyrition
Zinkpyrition er en komples zinkforbindelse som blandt andet anvendes i skælshampoo, som konserveringsmiddel i kosmetik og i bundfarven til større både.
Kemisk formel: C10H8N2O2S2Zn
| Kemi | Spire Denne artikel om kemi er en spire som bør udbygges. Du er velkommen til at hjælpe Wikipedia ved at udvide den. |